# Triumph Model NSD-serie
De Triumph Model NSD-serie was een serie 550cc-motorfietsen die het Britse merk Triumph produceerde van 1928 tot 1933.

## Voorgeschiedenis
Als sinds 1914 waren de 550cc-zijkleppers heel belangrijk geweest voor Triumph. Het Model H verdiende de bijnaam "Trusty Triumph" en sleepte het bedrijf door de Eerste Wereldoorlog omdat er 30.000 militaire exemplaren van werden verkocht. Dit model had nog volledige riemaandrijving. Na de oorlog begon Triumph weer met de productie van de civiele versie van het Model H, maar overtollige en zelfs gebruikte militaire motorfietsen werden teruggekocht, opgeknapt en aan klanten verkocht. In 1920 volgde het Triumph Model SD met kettingaandrijving. Deze machines hadden ook nog total loss smering met een handpompje op de tank. De laatste versie van het Model SD kreeg al een mechanische oliepomp, maar het handpompje bleef ter geruststelling van klanten die de moderne techniek niet vertrouwden. De productie van het Model SD eindigde in 1927. Triumph's zwaarste motorfietsen waren die van de 500cc-Model N-serie. Triumph was intussen druk met de productie van de Triumph Super 7-auto en het motorfietsprogramma werd ernstig verwaarloosd. Begin 1928 waren er slechts vier modellen. Men realiseerde zich dat men de zijspanrijders in de steek had gelaten, terwijl de concurrentie een uitgebreid pakket aan zijspantrekkers leverde; AJS met het Model K9 en zelfs complete zijspancombinaties als de 800cc-Modellen K1 en K2. BSA leverde de 557cc-BSA H28 en de P&M Panther-machines waren bijna allemaal vooral bestemd als zijspantrekker. Triumph moest dus snel een 550cc-machine op de wielen zetten om dit hiaat op te vullen. 

## Model NSD
In april 1928 verscheen het Triumph Model NSD dat werd gepresenteerd als "New SD", verwijzend naar het oude 550cc-model. Dit was enigszins misleidend. Hoewel het de opvolger van de SD betrof, hadden de machines vrijwel niets gemeen. Het was feitelijk een 500cc-Model N De Luxe met een 10 mm grotere slag. Zo had het model NSD al een zadeltank en als gevolg daarvan ook een aparte olietank (de oude flattanks hadden een oliecompartiment). Nu de handpomp ook was verdwenen was ze vervangen door een pedaaltje achter de linker voetsteun dat via een bowdenkabel was verbonden met de olietank. Van dit eerste Model NSD werden ongeveer 4.450 exemplaren geproduceerd.

### Motor
De motor was een conventionele staande eencilinder zijklepper waarvan de kleppen aan de rechterkant van de cilinder zaten. Daar zat ook het aandrijfkettinkje van de ontstekingsmagneet, die bij exemplaren met de optionele elektrische verlichting was vervangen door een magdyno. De boring van 84 mm was gelijk aan die van het 500cc-Model N, de slag was veel groter: 99 mm. Daardoor was de cilinderinhoud 548,6 cc. De machine had een Amal-carburateur en een total loss-smeersysteem. In het verleden was zo'n systeem voorzien van een oliecompartiment in de flattank, met een handpompje dat om de ca. 10 mijl moest worden bediend om de motor te smeren. Toen voor het eerst mechanische oliepompen werden toegepast, werd het handpompje gehandhaafd voor klanten die de zekerheid van zelf smeren niet wilden opgeven. De nieuwe zadeltank had geen oliereservoir. In plaats daarvan zat een olietank onder het zadel en het handpompje was vervangen door een klein pedaal. 

### Transmissie
Aan de linkerkant van de krukas zat de primaire ketting die de koppeling en de versnellingsbak aandreef. De schroefveer-transmissiedemper zat op het uiteinde van de krukas. De versnellingsbak was bevestigd met vier bouten met sleufgaten, zodat hij kon worden verschoven om de primaire ketting te spannen. Op de versnellingsbak zat de kickstarter. De schakelpook zat rechts, niet naast de tank, maar met een goedkopere constructie aan de rechter framebuis. De secundaire aandrijving verliep via een lange ketting onder een klein kettingschermpje.

### Rijwielgedeelte
Het rijwielgedeelte was het gebruikelijke open brugframe met de motor als dragend deel. De voorvering werd verzorgd door een Webb-type voorvork van Triumph zelf, zonder schokdempers, maar met een frictie-stuurdemper, achtervering was er niet. Voor en achter zaten trommelremmen.

## Model NSD De Luxe
Hoewel P&M al in de jaren tien de zgn. "slopers" met voorover hellende cilinder bouwde, werd dit blok als modeverschijnsel waarschijnlijk in 1927 ingeleid door BSA met de S27 Special Sports OHV. Triumph was er tamelijk laat mee: pas in 1930 verscheen het Model NSD De Luxe met een dergelijke motor. Triumph noemde het concept "inclined cylinder" (schuine cilinder). De toevoeging "De Luxe" liet men echter al snel vallen. Triumph had daar niet zoveel mee omdat alle Triumph-motorfietsen "de Luxe" werden geacht te zijn. Het veroorzaakte wel verwarring, vooral in latere jaren. Wie een Triumph Model NSD kocht kon een compleet andere motorfiets krijgen dan hij gedacht had. Het nieuwe motorblok was heel anders opgebouwd en maakte ook een nieuw frame noodzakelijk. De ontstekingsmagneet/magdyno was nu achter de cilinder geplaatst en werd vanaf de linkerkant van de krukas aangedreven. De olietank was verdwenen. In plaats daarvan zat de olie nu in een apart compartiment aan de voorkant van het carter. Daarin zat een gecompliceerde oliepomp die de olie naar het hoofdcarter en weer terug pompte. Dit was een dry-sump-smeersysteem waar de bestuurder geen invloed meer op had. Van dit tweede Model NSD werden ongeveer 2.800 exemplaren geproduceerd.

## Model ND
Het Model ND verscheen in 1931 en werd een jaar lang naast het Model NSD (De Luxe) geleverd. Het was technisch vrijwel identiek, maar de kettingaandrijving was naar de linkerkant verplaatst. De grootste verschillen zaten in het "clean" maken van de motorfiets. Behalve het nette kettingdeksel van de primaire aandrijving zat ook rechts nu een deksel dat het onderste deel van het blok en de versnellingsbak aan het zicht onttrok. Alleen de kickstarter, de voetsteun en het rempedaal staken er doorheen. Ook de kleppen waren met een plaatje afgedekt. Verdere opschoning vond plaats door de bedieningskabels door het stuur heen te geleiden. Dat kon door de manettes te vervangen door twistgrips, rechts voor het gas en links voor de voorontsteking. Het sloeg goed aan bij de klanten, tot ze in een donkere, regenachtige nacht een kabelbreuk of een afgebroken kabelnippel moesten repareren. Tegen meerprijs kon de machine worden voorzien van een instrumentenpaneel op het stuur. 
Van het Model ND werden ongeveer 2.250 exemplaren geproduceerd. 

## Einde productie
In maart 1932 verscheen al de opvolger voor het Model ND, de Triumph Scout A, die feitelijk niet veel afweek van het Model ND, maar een iets modernere uitrusting kreeg. Ook helde de cilinder veel minder voorover. Het Model ND bleef voor de sloper-liefhebbers in productie tot 1933, toen het definitief werd vervangen door het Triumph Model 5/1.

## Afbeeldingen

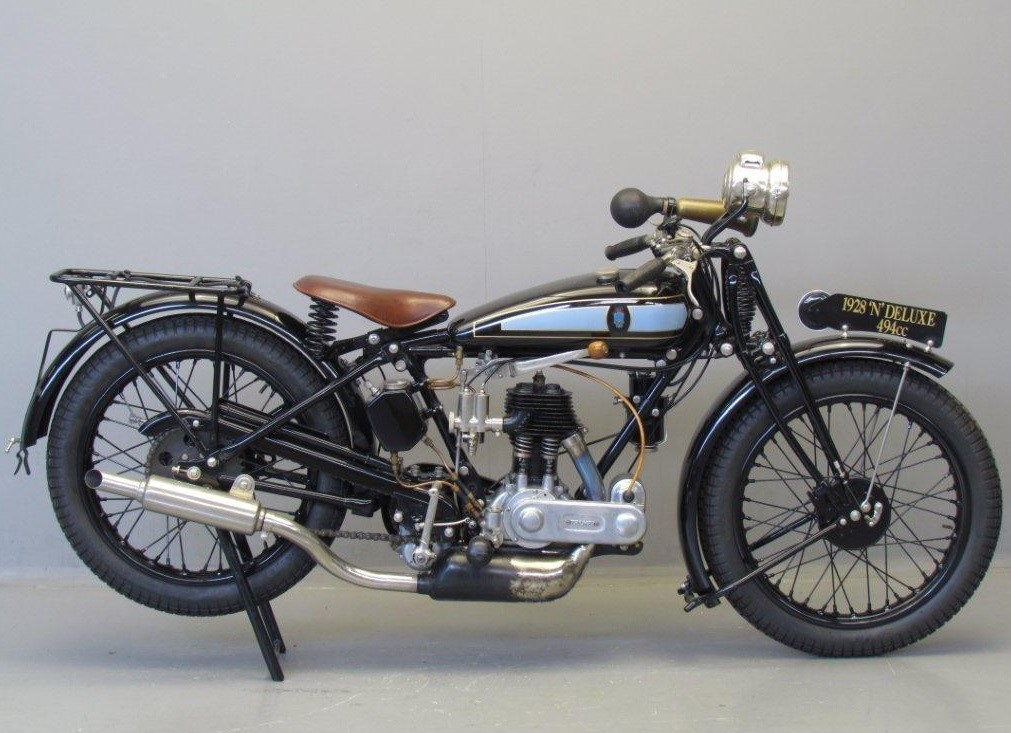
Het Model NSD was gebaseerd op dit 500cc-Model N De Luxe
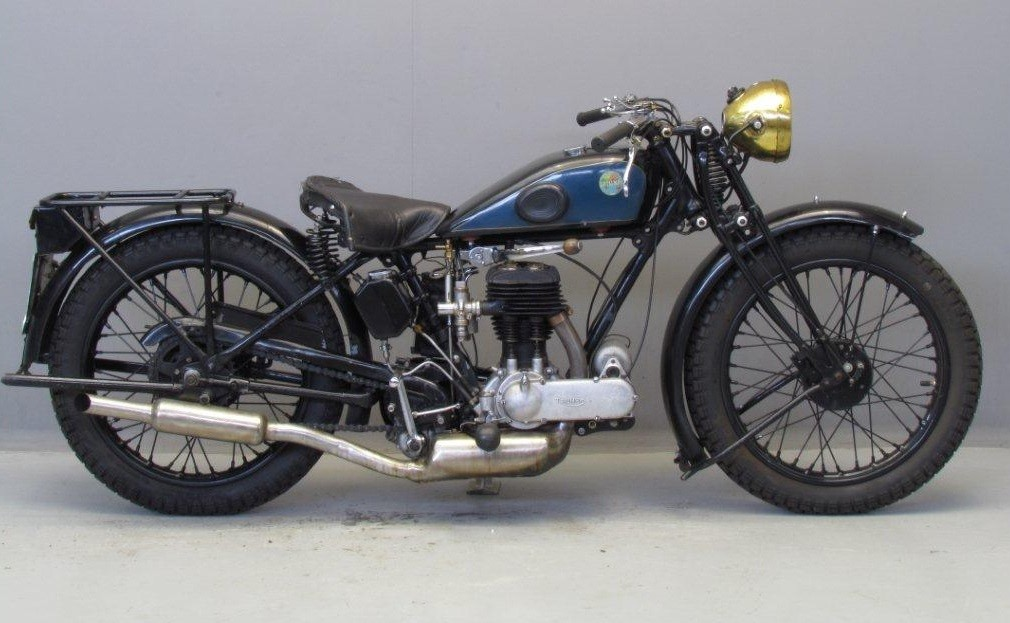
Model NSD uit 1929
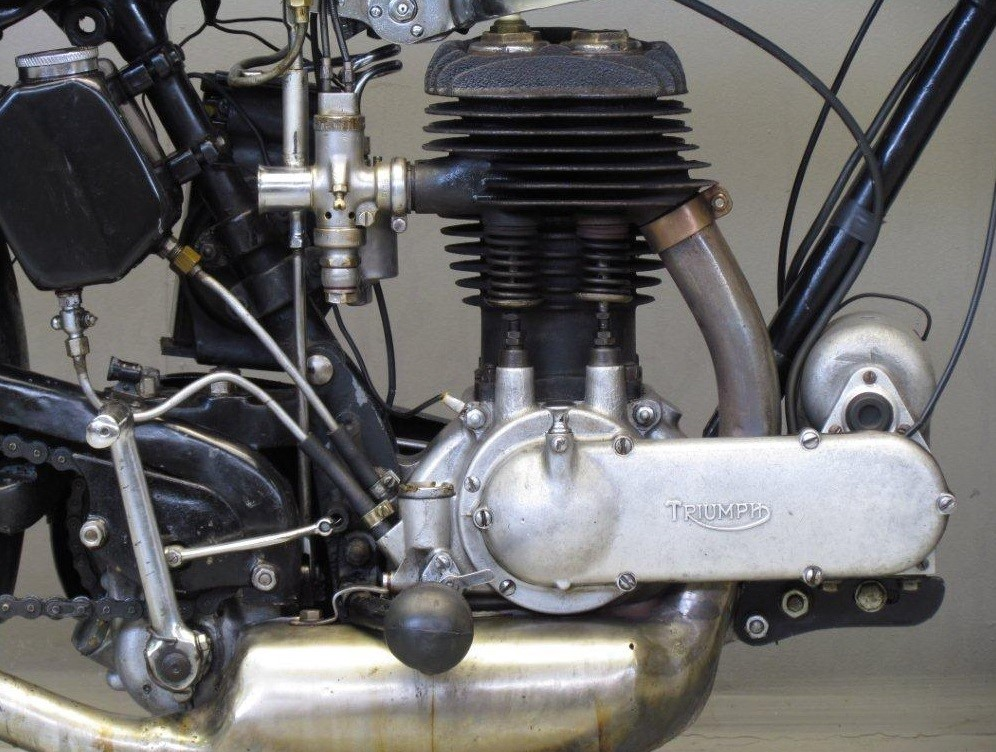
De rechterkant van de staande zijklepmotor met rechts de aandrijving van de magdyno, de beide kleppen, de Amal-carburateur, de olietank met leidingen en de kickstarter.
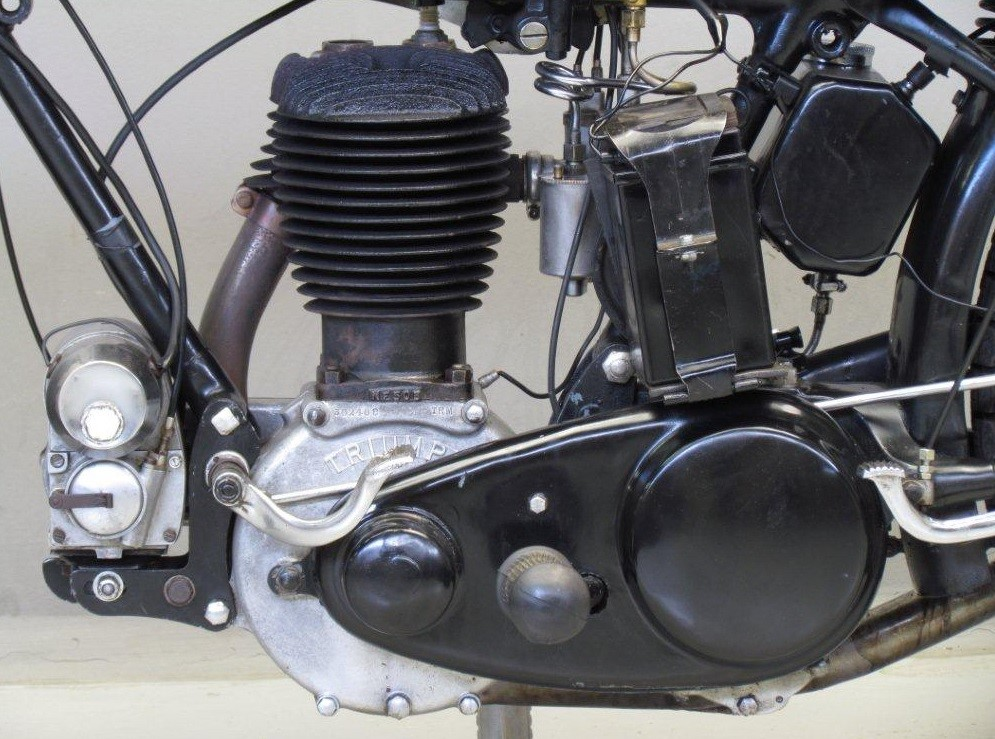
De linkerkant van het blok met links de magdyno en het koppelingspedaal, de accu, het deksel van de primaire aandrijving met links de bult van de transmissiedemper en helemaal rechts het pedaaltje dat als extra oliepomp werkte.

## Technische gegevens
| Triumph Model          | NSD                                 | NSD De Luxe             | ND                      |
| ---------------------- | ----------------------------------- | ----------------------- | ----------------------- |
| Periode                | 1928-1930                           | 1930-1931               | 1931-1933               |
| Categorie              | Toer / zijspantrekker               | Toer / zijspantrekker   | Toer / zijspantrekker   |
| Motortype              | Zijklepmotor                        | Zijklepmotor            | Zijklepmotor            |
| Bouwwijze              | Dwarsgeplaatste staande eencilinder | Dwarsgeplaatste sloper  | Dwarsgeplaatste sloper  |
| Koeling                | Lucht                               | Lucht                   | Lucht                   |
| Boring                 | 84 mm                               | 84 mm                   | 84 mm                   |
| Slag                   | 99 mm                               | 99 mm                   | 99 mm                   |
| Cilinderinhoud         | 548,6 cc                            | 548,6 cc                | 548,6 cc                |
| Carburateur(s)         | Amal                                | Amal                    | Amal                    |
| Smeersysteem           | Total loss                          | Dry-sump                | Dry-sump                |
| Fiscaal vermogen       | 5,5 pk                              | 5,5 pk                  | 5,5 pk                  |
| Primaire aandrijving   | Ketting                             | Ketting                 | Ketting                 |
| Koppeling              | Meervoudige natte plaat             | Meervoudige natte plaat | Meervoudige natte plaat |
| Versnellingen          | 3                                   | 3                       | 3                       |
| Secundaire aandrijving | Ketting                             | Ketting                 | Ketting                 |
| Rijwielgedeelte        | Open brugframe                      | Open brugframe          | Open brugframe          |
| Voorvork               | Webb-type Triumph                   | Webb-type Triumph       | Webb-type Triumph       |
| Achtervork             | Star                                | Star                    | Star                    |
| Remmen                 | Trommelremmen                       | Trommelremmen           | Trommelremmen           |
| Tankinhoud             | 11,4 liter                          | 11,4 liter              | 11,4 liter              |